# Herb Marcinowa

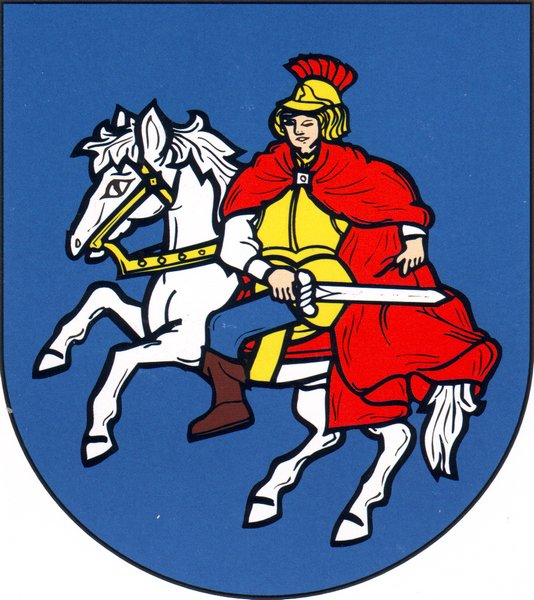
Herb Marcinowa

Herb gminy Marcinów stanowi w polu niebieskim siedząca na białym koniu postać świętego Marcina w złotej zbroi prawą ręką uzbrojoną w srebrny miecz przecinającego swój czerwony płaszcz. Koń z uniesionymi przednimi kopytami zwrócony w heraldycznie prawą stronę. Święty Marcin odwraca się w stronę lewą. Twarz koloru cielistego zwrócona w prawo. Hełm złoty zwieńczony czerwonym pióropuszem. Spodnie niebieskie włożone w brązowe buty.
W pierwszej wersji herbu obok świętego Marcina i konia znajdował się żebrak.
Najstarsza pieczęć miejska pochodzi z 1722 roku. Miała owalny kształt o wymiarach 23 mm i 20 mm.
Na początku XIX wieku pieczęć była znacznie bardziej rozbudowana, zawierała dodatkowo m.in. berło.
Po przemianach w listopadzie 1989 roku jedną z większych zmian było ogłoszenie ustawy nr 367/1990 dotyczącej gmin. Gminy uzyskały m.in. prawa do posiadania własnego godła i flagi. Rada Miasta Ostrawa 11 kwietnia 1995 roku przyznała gminie Marcinów prawa do herbu. Wzór oparty został na dziewiętnastowiecznej pieczęci miejskiej, jednak dokonano w nim uproszczeń. Projektantem herbu jest Anthony Barcuch, a wykonał go malarz akademicki Milan Zezula. 22 października 1995 roku dokonane zostało uroczyste poświęcenie symboli miejskich.